# Louis Tuaillon

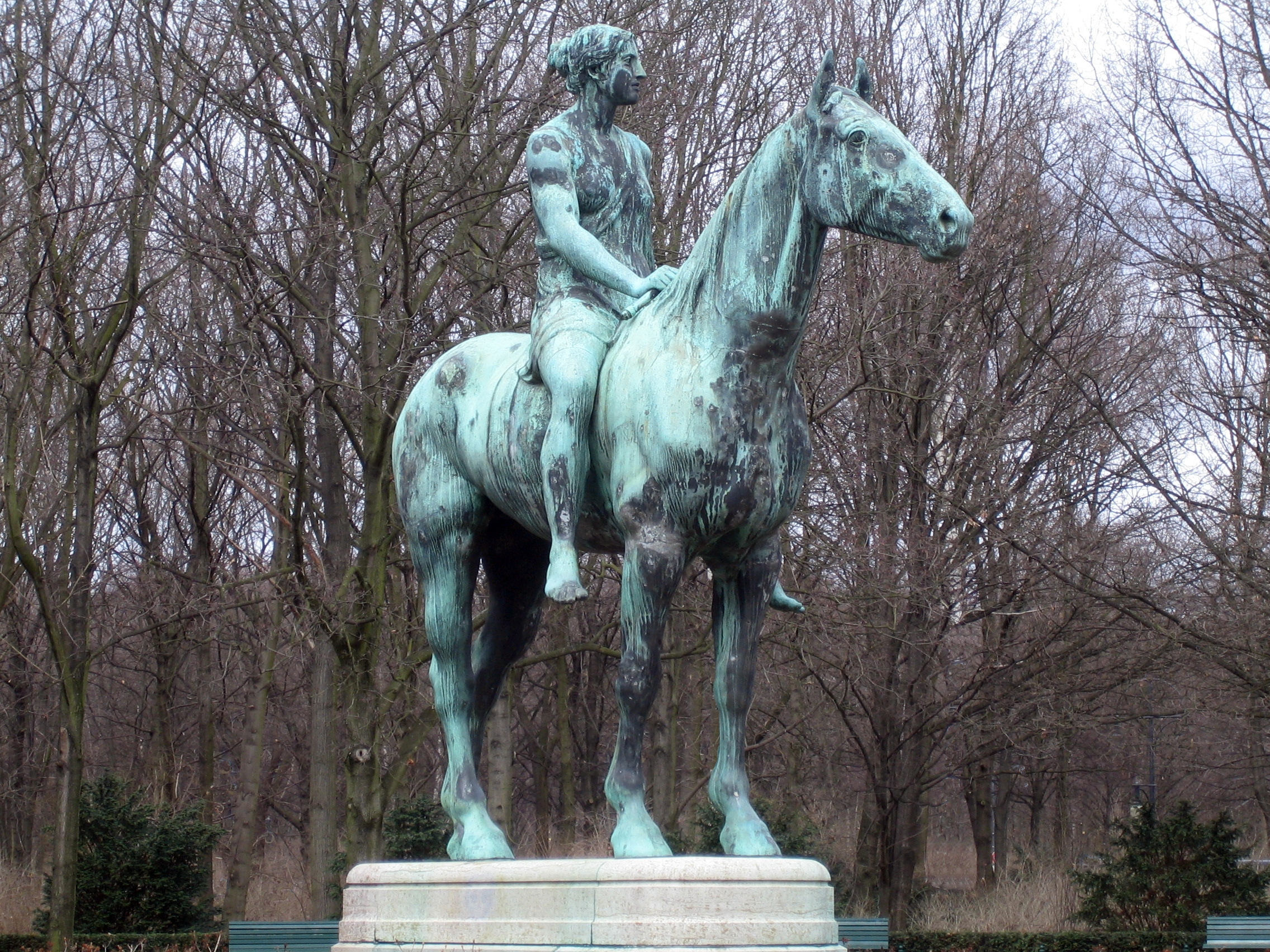
Amazon till häst.

Louis Tuaillon, född den 7 september 1862 i Berlin, död där den 22 februari 1919, var en tysk skulptör.
Tuaillon studerade vid Berlins akademi 1878–1881 och för Reinhold Begas 1883. Han bodde i Rom från 1885 och blev 1907 professor och föreståndare för en mästarateljé vid Berlins akademi. Han skulpterade främst ryttare och djur. Amazon till häst, som han skapade i Rom 1895 och som ställdes upp utanför Nationalgalleriet i Berlin, kallades av samtida "den moderna tyska plastikens mest fulländade ryttarfigur". 
Bland hans övriga verk finns Hästtämjare (1902), den stora gruppen Herkules med tjuren (1907), ryttarstatyer av Fredrik II i Beuthen, Fredrik III i romersk dräkt i Bremen, Vilhelm II på Rhenbron i Köln samt en staty av Robert Koch.